# Дзвежуты (гмина)
Дзвежуты (пол. Dźwierzuty) — сельская гмина (волость) в Польше, входит как административная единица в Щитненский повят, Варминьско-Мазурское воеводство. Население — 6710 человек (на 2004 год).

## Демография
Данные по переписи 2004 года:
| Перепись                       | Всего   | Всего | Женщины | Женщины | Мужчины | Мужчины |
| ------------------------------ | ------- | ----- | ------- | ------- | ------- | ------- |
| Единицы                        | человек | %     | человек | %       | человек | %       |
| Население                      | 6710    | 100   | 3339    | 49,8    | 3371    | 50,2    |
| Плотность населения (чел./км²) | 25,5    | 25,5  | 12,7    | 12,7    | 12,8    | 12,8    |

## Сельские округа
1. Домброва
2. Дзвежуты
3. Гисель
4. Яблонка
5. Еленево
6. Линово
7. Лупово
8. Ментке
9. Ожины
10. Нове-Кейкуты
11. Ольшевки
12. Попова-Воля
13. Раньск
14. Румы
15. Сомплаты
16. Таргово

## Поселения
1. Аугустово
2. Бабенты
3. Буды
4. Гронды
5. Гродзиска
6. Юлианово
7. Каленчин
8. Кулька
9. Ляурентово
10. Малшевко
11. Мирово
12. Мыцелин
13. Пшитулы
14. Рогале
15. Рув
16. Русек-Малы
17. Рутково
18. Станково
19. Щепанково
20. Следзе
21. Тарговска-Воля
22. Тарговска-Вулька
23. Залесе
24. Заздрость
25. Зимна-Вода

## Соседние гмины
1. Гмина Барчево
2. Гмина Бискупец
3. Гмина Пасым
4. Гмина Пецки
5. Гмина Пурда
6. Гмина Сорквиты
7. Гмина Щитно
8. Гмина Свентайно